# Кофе, Уильям Джон
Уильям Джон Кофе (англ. William John Coffee; 1774 — 1846) — британский художник и скульптор, работавший с гипсом, фарфором и терракотой. 

## Биография
Уильям Джон Кофе родился в 1774 году. В начале карьеры работал модельером на фабрике китайского фарфора Дасбери, конец жизни провёл в Америке. Кофе работал на Уильяма Дьюсбери в Дерби.
За время работы в Дерби Уильям сделал бюсты ряда местных сановников и исторических фигур, включая бюст Эразма Дарвина, в настоящее время, выставленный в Музее и художественной галерее Дерби. Уильям эмигрировал в Нью-Йорк в 1816 году, где он прославился как скульптор американских исторических деятелей, создал скульптуры Томаса Джефферсона и Джеймса Мэдисона. Кроме того, он сделал гипсовые молдинги для дома Джефферсона и для Виргинского университета. Кофе также создал скульптуру Уинфилда Скотта.